# Кальміус-Бахмутський газоносний район
Кальміус-Бахмутський газоносний район — належить до Східного нафтогазоносного регіону України. 

## Опис
Знаходиться на південно-східній центрикліналі Дніпровсько-Донецької западини (зона зчленування ДДЗ і складчастого Донбасу) і охоплює територію однойменних крупних прогинів і їх схилів. Розвіданість пошуковим бурінням надр району невелика, відклади верхнього палеозою слабо дислоковані. Тут виділено всього дві чіткі додатні структурні форми: Слов'янська брахіантикліналь, яка ускладена на західній перикліналі Адамівсько-Бугаєвським дочетвертинним соляним діапіром і Дружківсько-Костянтинівська антикліналь, яка розмежовує вздовж осьової лінії Бахмутську і Кальміус-Торецьку западини. Тут ще більш істотно збільшується ступінь ущільнення порід палеозою завдяки безпосередній близькості відкритого Донбасу. Перспективи газоносності району пов'язують з нижньопермськими і верхньокамяновугільними відкладами. На території району розвідано лише одне Лаврентіївське газове родовище.